# لوك والش
لوك والش (بالإنجليزية: Luke Walsh)‏ هو لاعب دوري الرغبي أسترالي، ولد في 12 مايو 1987 في نيوكاسل في أستراليا.

## روابط خارجية
- لوك والش على موقع ItsRugby.co.uk (الإنجليزية)